# Henriette Arasse
Pour les articles homonymes, voir Arasse.
Henriette Arasse, née le 25 février 1912 à Paris dans le 14e arrondissement, morte le 29 janvier 2003 dans le 17e arrondissement de la même ville, est une critique d'art et enseignante française.

## Biographie
Fille d'Albert Lavergne, militaire, Henriette Lavergne entame une carrière universitaire. En 1934, elle est reçue à l’École normale supérieure dans la promotion littéraire. Elle fait partie des quarante-et-une normaliennes reçues avant que le concours ne devienne réservé aux hommes en 1940. En 1938, elle est admise à l'agrégation de lettres, la dix-neuvième, et est nommée enseignante en classes préparatoires littéraires au lycée Molière aux côtés de Suzanne Rey. 
En novembre 1938, elle épouse Raymond Arasse à Alger. Né en 1912 à Tours, il est admis à l’École normale supérieure avec la promotion littéraire en 1933 et est admis à l'agrégation de lettres en 1936, le cinquième. De leur union naît Daniel Arasse, historien français de l'art.
Engagée à la Franco-Ancienne, elle est candidate indépendante au Conseil d'enseignement du second degré en 1958. Auditionnée en 1964 par la commission d'étude de l'enseignement supérieur, elle y rappelle son attachement au latin, qu'elle enseigne.
Elle meurt le 29 janvier 2003.

## Publications
- Théophile Gautier critique d'art, Alger, musée national des Beaux-Arts, 1957 (BNF 41660375).
- Avec Françoise Escoffier, « Luis Marsans illustre Proust », Revue des Deux Mondes,‎ novembre 1982, p. 506-511 (lire en ligne).